# Trofeo Laigueglia 1984
Il Trofeo Laigueglia 1984, ventunesima edizione della corsa, si svolse il 21 febbraio 1984, su un percorso di 160 km. La vittoria fu appannaggio dell'italiano Giuseppe Petito, che completò il percorso in 4h08'00", precedendo l'olandese Johan van der Velde e il connazionale Claudio Torelli.

## Ordine d'arrivo (Top 10)
| Pos. | Corridore           | Squadra                | Tempo    |
| ---- | ------------------- | ---------------------- | -------- |
| 1    | Giuseppe Petito     | AlfaLum-Olmo           | 4h08'00" |
| 2    | Johan van der Velde | Metauro Mobili         | s.t.     |
| 3    | Claudio Torelli     | Sammontana-Campagnolo  | s.t.     |
| 4    | Rudy Pevenage       | Del Tongo-MG Boys      | s.t.     |
| 5    | Mauro Longo         | Supermercati Brianzoli | s.t.     |
| 6    | Frits Pirard        | Metauro Mobili         | s.t.     |
| 7    | Siegfried Hekimi    | Dromedario-Alan        | s.t.     |
| 8    | Benny Van Brabant   | Tönissteiner-TW        | s.t.     |
| 9    | Pierino Gavazzi     | Atala-Campagnolo       | s.t.     |
| 10   | Claudio Corti       | Sammontana-Campagnolo  | s.t.     |